# Barton MacLane
Barton MacLane (* 25. Dezember 1902 in Columbia, South Carolina; † 1. Januar 1969 in Santa Monica, Kalifornien) war ein US-amerikanischer Schauspieler.

## Leben und Karriere

### Die Anfänge
MacLane besuchte nach dem Schulabschluss die Wesleyan University im US-Bundesstaat Connecticut, wo er sich besonders als Footballspieler einen Namen machte. Diese sportlichen Erfolge brachten 1926 auch eine erste Filmrolle als Footballspieler in dem Sportlerdrama The Quarterback ein. MacLane fand Gefallen an der schauspielerischen Arbeit, brach sein Studium ab und besuchte die American Academy of Dramatic Arts. Anschließend spielte er an verschiedenen US-amerikanischen Bühnen, so etwa am New Yorker Broadway.

### Film- und Fernsehkarriere
Im Spielfilmproduktionen übernahm er zunächst nur kleinere Rollen, u. a. in der Marx-Brothers-Komödie The Cocoanuts. Ab Mitte der 1930er-Jahre bekam er dann wichtigere Rollen angeboten. Dabei spielte MacLane oft hartgesottene, reizbare Charaktere auf beiden Seiten des Gesetzes – sowohl Gangster als auch Polizisten. Er wurde in Nebenrollen als Widerpart zahlreicher Top-Stars der 1930er- und 1940er-Jahre besetzt: Als Gangsterboss Al Kruger neben Edward G. Robinson im Thriller Wem gehört die Stadt?, ebenfalls als Gangsterboss Loder neben Boris Karloff im Horrorfilm Die Rache des Toten und als skrupelloser Archäologe neben Johnny Weissmueller in Tarzan und die Amazonen sowie als Capt. Benjamin Black in Die Seeteufel von Cartagena. Zwei seiner bekanntesten Rollen spielte er jeweils an der Seite Humphrey Bogarts und unter der Regie von John Huston: Im Krimiklassiker Die Spur des Falken (1941) nach dem Roman von Dashiell Hammett war er als hartnäckiger Detective Lt. Dundy zu sehen und in Hustons Abenteuerfilm Der Schatz der Sierra Madre (1948) verkörperte er den Bauunternehmer McCormick.
Zu seinen weiteren bekannten Filmen gehören der Fritz-Lang-Western Überfall der Ogalalla, Victor Flemings Jekyll-und-Hyde-Adaption Arzt und Dämon mit Spencer Tracy in der Titelrolle, die Tragikomödie Die unteren Zehntausend mit Bette Davis und Glenn Ford sowie Anthony Manns Filmbiografie Die Glenn Miller Story mit James Stewart in der Titelrolle des berühmten Bandleaders. In einer positiven Rolle wurde er in den 1930er Jahren populär: In der Torchy-Blaine-Filmreihe um eine junge, unbestechliche Journalistin (verkörpert von Glenda Farrell) spielte MacLane deren Langzeitverlobten Lt. Steve McBride. Insgesamt spielte MacLane im Laufe seiner Karriere in über 150 Filmen; in 30 davon – zumeist B-Movies – spielte er auch die Hauptrolle. Für seine Verdienste um das Kino wurde er mit einem Stern auf dem Hollywood Walk of Fame geehrt.
Daneben wirkte MacLane ab den 1950er-Jahren als Gaststar in verschiedenen Fernsehserien wie Rauchende Colts, The Monkees und Perry Mason. Darüber hinaus spielte er von 1960 bis 1962 in der Westernserie Outlaws die Hauptrolle des Marshals Frank Caine und gehörte von 1965 bis 1969 zur Stammbesetzung der Fantasy-Serie Bezaubernde Jeannie, in der er als NASA-General Martin Peterson den obersten Vorgesetzten der Hauptfigur Tony Nelson (Larry Hagman) verkörperte.
Auch verfasste MacLane mehrere Drehbücher und Bühnenstücke. 1932 konnte er das erste dieser Stücke mit dem Titel Rendezvous an den Produzenten Arthur Hopkins verkaufen, was ihm den Weg zu einem Vertrag bei Warner Brothers ebnete.

### Privatleben
1940 erstand MacLane eine Ranch in Madera County, Kalifornien, auf der er seine Freizeit zwischen zwei Filmprojekten gemeinsam mit seiner zweiten Ehefrau, der Schauspielkollegin Charlotte Wynters (1899–1991), verbrachte. Aus seiner ersten Ehe war er Vater von zwei Kindern. MacLane war als passionierter Kartenspieler bekannt und erfand sogar einen Kartenhalter für Canasta. Am Neujahrstag 1969 starb MacLane im Alter von 66 Jahren in Kalifornien infolge einer Lungenentzündung. Sein Grab befindet sich im Valhalla Memorial Park in North Hollywood.

## Filmografie (Auswahl)
- 1926: The Quarterback
- 1929: The Cocoanuts
- 1933: Mädchenraub in Wildwest (Man of the Forest)
- 1933: The Thundering Herd
- 1935: Der FBI-Agent (‘G’ Men)
- 1935: I Found Stella Parrish
- 1935: In blinder Wut (Black Fury)
- 1935: Go Into Your Dance
- 1935: Stranded
- 1935: The Case of the Curious Bride
- 1935: The Case of the Lucky Legs
- 1935: Frisco Kid
- 1936: Höhe Null (Ceiling Zero)
- 1936: Die Rache des Toten (The Walking Dead)
- 1936: Wem gehört die Stadt? (Bullets or Ballots)
- 1937: Fluß der Wahrheit (God’s Country and the Woman)
- 1937: Gehetzt (You Only Live Once)
- 1937: Der Prinz und der Bettelknabe (The Prince and the Pauper)
- 1937: San Quentin (Flucht aus San Quentin)
- 1938: Du und ich (You and Me)
- 1938: Goldene Erde Kalifornien (Gold Is Where You Find It)
- 1939: Auf in den Kampf (Stand Up and Fight)
- 1941: Agenten der Nacht (All Through the Night)
- 1941: Die Spur des Falken (The Maltese Falcon)
- 1941: Entscheidung in der Sierra (High Sierra)
- 1941: Komm, bleib bei mir (Come Live with Me)
- 1941: Überfall der Ogalalla (Western Union)
- 1941: Herzen in Flammen (Manpower)
- 1941: Arzt und Dämon (Dr. Jekyll and Mr. Hyde)
- 1943: Ohne Rücksicht auf Verluste (Bombardier)
- 1944: Die Rache des Gorilla (Nabonga Gorilla)
- 1944: Ledernacken (Marine Raiders)
- 1944: Secret Command
- 1945: Tarzan und die Amazonen (Tarzan and the Amazons)
- 1945: Die Seeteufel von Cartagena (The Spanish Main)
- 1946: San Quentin
- 1947: Tarzan wird gejagt (Tarzan and the Huntress)
- 1947: Schmutzige Dollars (Cheyenne)
- 1948: Blut und Gold (Relentless)
- 1948: Der Schatz der Sierra Madre (The Treasure of the Sierra Madre)
- 1948: Schmutzige Dollars (Cheyenne)
- 1948: Der Herr der Silberminen (Silver River)
- 1948: The Walls of Jericho
- 1948: Insel des Grauens (Unknown Island)
- 1948: Abenteuer im Wilden Westen (The Dude Goes West)
- 1949: Rotes Licht (Red Light)
- 1950: Zorros Tochter (Bandit Queen)
- 1950: Tanzen ist unser Leben – Let’s Dance (Let’s Dance)
- 1950: Den Morgen wirst du nicht erleben (Kiss Tomorrow Goodbye)
- 1951: Trommeln im tiefen Süden (Drums in the Deep South)
- 1951: Der Rächer (Best of the Badmen)
- 1952: Die schwarzen Reiter von Dakota (Bugles in the Afternoon)
- 1952: An der Spitze der Apachen (The Half Breed)
- 1952: Feuertaufe Invasion (Thunderbirds)
- 1953; Kansas Pazifik (Kansas Pacific)
- 1954: Die Glenn Miller Story (The Glenn Miller Story)
- 1956: Laya – Das Mädchen im Dschungel (Jaguar)
- 1957: Nackend in der Sonne (Naked in the Sun)
- 1957: Corky und der Zirkus (Circus Boy) (Fernsehserie, eine Folge)
- 1958: Der Geisha Boy (The Geisha Boy)
- 1959: Black Saddle (Fernsehserie, eine Folge)
- 1960: Abrechnung in Abilene (Gunfighters of Abilene)
- 1960–1962: Outlaws (Fernsehserie, 27 Folgen)
- 1960–1963: Am Fuß der blauen Berge (Fernsehserie, vier Folgen)
- 1961: Die unteren Zehntausend (A Pocketful of Miracles)
- 1964: Das Gesetz der Gesetzlosen (Law of the Lawless)
- 1965: Revolver diskutieren nicht (Town Tamer)
- 1965–1969: Bezaubernde Jeannie (I Dream of Jeannie) (Fernsehserie, 35 Folgen)
- 1967: Die Wegelagerer (Arizona Bushwhackers)